# 광교역사공원
광교역사공원은 경기도기념물 제53호 심온 선생의 묘와 혜령군 이지의 묘가 같이 조성된 공원으로서, 광교신도시가 조성됨으로 시민들에게 쾌적한 환경을 제공하고 역사적 유물로서 보존가치가 있는 능을 보존하자는 취지로 조성되었다.공원 내에는 2014년 3월 7일 수원광교박물관이 건립되었다. 수원시는 이곳을 수원박물관, 수원화성박물관과 함께 묶어 '박물관의 관광벨트화를 추진할 계획이다.